# Harri Larva
Harri Edvin Larva (9. září 1906 Turku – 15. listopadu 1980 Turku) byl finský atlet, běžec na střední tratě, olympijský vítěz v běhu na 1500 metrů z roku 1928.
Největšího úspěchu dosáhl v roce 1928, kdy vytvořil své nejlepší výkony v bězích od 400 metrů do jedné míle. Na olympiádě v Amsterdamu zvítězil v běhu na 1500 metrů v novém olympijském rekordu 3:53,2.
Startoval také na následující olympiádě v Los Angeles, kde doběhl ve finále běhu na 1500 metrů na desátém místě.